# Coenosia elegans
Coenosia elegans là một loài ruồi trong chi Coenosia.